# Iványi János (orvos)
Iványi János (Gyulamező, Békéssámson, 1924. december 12. – 2014) magyar orvos.

## Tanulmányok
A szentesi Horváth Mihály Gimnáziumban érettségizett. Jó eszű parasztgyerekként ösztöndíjjal nyert felvételt az állatorvosi egyetemre.
A második világháborúban Budapest ostrománál szovjet kézigránáttól súlyosan megsebesült. Évfolyama a háborúban szinte teljesen megsemmisült, ezért különbözeti vizsgákat téve, tanulmányait a Szegedi Tudományegyetem általános orvosi karán folytatta. 1949-ben avatták orvosdoktorrá.

## Szakmai pályafutás
Pályáját Kakasszéken a csonttuberkulózis-szanatóriumban kezdte.
A szegedi belgyógyászati klinikára Purjesz Béla professzor hívta meg. A klinika irányítását Purjesz Béla kényszernyugdíjazása után Hetényi Géza professzor vette át. A Hetényi-klinikán európai színvonalú képzést kapott, különösen a szív, a vérképzés, a tápcsatorna, az endokrinológia, a cukorbetegség és a fertőző betegségek témakörökben. Megtanulta a tápcsatornai betegségek röntgendiagnosztikáját. 1953-ban belgyógyászatból, majd fertőző betegségekből, illetve sportorvostanból tett szakvizsgát. 
1955-ben, 33 éves korában nevezték ki főorvosnak Jászberénybe, ahol 5 évig vezette a belgyógyászati osztályt és a fertőző osztályt.
A gyulai Pándy Kálmán Kórházba 1960-ban került, itt volt osztályvezető főorvos 35 évig.
Enciklopédikus orvosi ismeretekkel rendelkezett. Német és angol nyelven beszélt. 477 közleményt és 5 könyvfejezetet írt, kandidátusi értekezését „Részek a klinikai diabetológia egészéből” címmel 1990-ben védte meg. Az Orvosi Hetilap referáló rovatának munkatársaként több mint 3000 cikket írt a rovatba.
Évtizedeken át a Magyar Belgyógyász Társaság, a Magyar Diabetes Társaság, a Magyar Hypertonia Társaság vezetőségi tagjaként tevékenykedett. Megszervezte a Békés megyei cukorbetegek gondozását. A szakorvosképzés rangos fórumává vált Dél-magyarországi Belgyógyász Decentrum alapítója, szervezője.
25 éven át megyei szakfelügyelő belgyógyászként koordinálta a megyei belgyógyászati osztályok szakmai tevékenységét. Segítségével alakult ki a Pándy Kálmán Kórház 3 belgyógyászati osztályának profiltevékenysége.
A tehetséget elismerte, pártolta. Tíz munkatársa lett osztályvezető főorvos. Kórházában megszervezte az egyetemi hallgatók gyakorlati oktatását, az orvosképzésben nyújtott teljesítményét a Szegedi Tudományegyetem címzetes egyetemi docens címmel ismerte el.
1995-ben ment nyugdíjba, de szaktanácsadóként még 2003-ig dolgozott. 

## Kitüntetések
1987-ben Kiváló orvos kitüntetést kapott. Pándy-emlékérem (1988), Békés Megyéért díj (1994), Batthyány-Strattman-emlékérem (2000) tulajdonosa, gyémánt diplomás orvos.
1999-ben Gyula városa díszpolgárává választotta.
Türelemmel viselt betegsége után 89 éves korában otthonában hunyt el 2014-ben. 

## Családja
Evangélikusnak keresztelték, a hitét megtartotta. Felesége, Tóth Ella középiskolai magyar-történelem szakos tanár volt, 64 évig éltek páros életet. Három fiuk született: János (1951. június 28.), Béla (1953. április 29.) és Tibor (1957. július 19.). Mindhárman orvosok lettek.